# Граф де Пальма-дель-Рио

Герб муниципалитета Пальма-дель-Рио, провинция Кордова, автономное сообщество Андалусия

Граф де Пальма-дель-Рио — испанский дворянский титул. Он был создан 22 ноября 1507 года королевой Кастилии Хуаной Безумной для Луиса Фернандеса Портокарреро и Боканегра, 6-го сеньора де Пальма-дель-Рио.
Название графского титула происходит от названия муниципалитета Пальма-дель-Рио, провинция Кордова, автономное сообщество Андалусия.
В 1697 году король Испании Карлос II пожаловал титул гранда Луису Антонио Фернандесу Портокарреро-и-Москосо, 5-му графу де Пальма-дель-Рио, 4-му маркизу де Альменара, 7-му маркизу де Монтескларос, 8-му маркизу де Кастильо-де-Баюэла.

## Графы де Пальма-дель-Рио
- Луис Антонио Фернандес Портокарреро Боканегра (? — 1528), 8-й сеньор и 1-й граф де Пальма-дель-Рио, сын Луиса Портокарреро и его второй супруги, Франсиски Манрике де Фигероа.

1. Супруга с 1499 года Леонор де ла Вега Хирон, дочь Хуана Тельес-Хирона, 2-го графа де уренья, и Леонор Веласко де ла Вега
2. Супруга — Леонор де ла Вега Гусман, дочь Гарсиласо де ла Вега и Санча де Гусман, сеньора де Батрес. Ему наследовал его сын от первого брака:

- Луис Фернандес Портокарреро Боканегра (? — 1574), 2-й граф де Пальма-дель-Рио и сеньор де Альменара

1. Супруга — Тереза де Норонья
2. Супруга — Луиза Манрике (? — 1611), дочь Антонио Манрике, 3-го сеньора де Valdescaray, и Луизы де Падилья, сеньора де Санта-Гадеа

Ему наследовал его сын от второго брака:
- Луис Антонио Фернандес де Портокарреро и Манрике (1566—1639), также известен как Луис Антонио Фернандес Портокарреро Боканегра, 3-й граф де Пальма-дель-Рио и 5-й сеньор де Альменара

1. Супруга — Франсиска де Мендоса, 5-я маркиза де Монтескларос, 5-я маркиза де Castil de Vayuela. Ему наследовал его внук:

- Фернандо Луис Портокарреро и Мендоса (1630—1649), 4-й граф де Пальма-дель-Рио, 2-й маркиз де Альменара, 6-й маркиз де Монтескларос.

1. Супруга с 1648 года Антониа де Москосо Осорио и Фернандес де Кордова, дочь Лопе де Москосо Мендосы, 5-го маркиза де Альмасан, и Хуаны Фернандес де Кордовы и Рохас, 5-й маркизы де Поса. Ему наследовал его единственный сын:

- Луис Антонио Томас Портокарреро и Мендоса (1649—1723), 5-й граф де Пальма-дель-Рио, 3-й маркиз де Альменара, 7-й маркиз де Монтескларос, кавалер Ордена Сантьяго.

1. Супруга с 1667 года Мария Леонор де Москосо Осорио, дочь Гаспара де Москосо Мендосы, 6-го маркиза де Альмасан, и Инес де Гусман. Ему наследовал их сын:

- Гаспар Томас Фернандес Портокарреро (1687—1730), 6-й граф де Пальма-дель-Рио, 5-й маркиз де Альменара, 8-й маркиз де Монтескларос

1. Супруга с 1726 года Анна Мануэла Синфороса Манрике де Гевара, 13-я герцогиня де Нахера, 16-я графиня де Валенсия-де-Дон-Хуан, 7-я графиня де Ла-Ревилья, 15-я графиня де Тревиньо и 11-я маркиза де Каньете. Ему наследовал их сын:

- Хоакин Мария Фернандес Портокарреро Манрике де Гевара (1729—1731), 7-й граф де Пальма-дель-Рио, 6-й маркиз де Альменара. Скончался в возрасте двух лет, титулы унаследовал его дядя:

- Агустин Хосе Фернандес де Портокарреро (1689—1748), 8-й граф де Пальма-дель-Рио, 7-й маркиз де Альменара, гранд Испании, 10-й маркиз де Монтескларос, декан Толедского собора. Унаследовал титулы после смерти своего племянника в 1731 году. Ему наследовал его брат:

- Хоакин Фернандес Портокарреро и Мендоса (1681—1760), 9-й граф де Пальма-дель-Рио, 8-й маркиз де Альменара, 11-й маркиз де Монтескларос, кардинал с 1743 года. После его смерти о наследстве спорили Педро де Алькантара де Сильва и Фернандес де Ихар, герцог де Ихар, Карлос Гутьеррес де лос Риос, 5-й граф де Ферран-Нуньес, Вентура Осорио де Москосо, 10-й граф де Альтамира, Хуан Баутиста Сентурион, 7-й маркиз де Эстепа, Хоакин Антонио Палафокс, 6-й маркиз де Ариса, и Хосе Перес де Гусман.

- Педро Пабло Алькантара де Сильва Фернандес де Ихар и Абарка де Болеа (1741—1808), 10-й граф де Пальма-дель-Рио, 10-й маркиз де Альменара, 9-й герцог де Ихар, 10-й герцог де Лесера, 10-й герцог де Альяга, 8-й граф де Вальфогона, 12-й маркиз де Монтескларос, сын Хоакина Диего де Сильвы Фернандеса де ихара и Портокарреро Фунес де Вильяльпандо и Марии Энграсии Абарка де Болеа и Понс де Мендосы. Внук Агустина де Портокарреро, брата 4-го графа де Пальма-дель-Рио и 2-го маркиза де Альменара.

1. Супруга с 1761 года Рафаэла Ребольедо и Крой д’Авре. Ему наследовал их сын:

- Агустин Педро де Сильва Фернандес де Ихар и Палафокс (1773—1817), 11-й граф де Пальма-дель-Рио, 11-й маркиз де Альменара и 10-й герцог де Ихар.

1. Супруга — Мария Фернанда Тереза Франсиска Хосефа Фитц-Джеймс Стюарт и Штольберг-Гедерн. Ему наследовала их дочь:

- Мария Франсиска Хавьера де Сильва Фернандес де Ихар и Фитц-Джеймс Стюарт (1795—1818), 12-й граф де Пальма-дель-Рио, 12-я маркиза де Альменара. Ей наследовал её дядя (брат отца):

- Хосе Рафаэль де Сильва Фернандес де Ихар-и-Палафокс (1776—1863), 13-й граф де Пальма-дель-Рио, 13-й маркиз де Альменара, 12-й герцог де Ихар, 13-й герцог де Лесера, 13-й герцог де Альяга.

1. Супруга с 1801 года Хуана Непомуцена Фернандес де Кордова (1785—1808), дочь Хосе Марии Фернандес де кордовы и Сармьенто Сотомайора, 7-го графа де Сальватьерра, 9-го маркиза да Байдес, и Марии Антонио Фернандес де Вильярроэль. В 1864 году ему наследовал его сын:

- Андрес Авелино Сильва и Фернандес де Кордова (1806—1885), 14-й граф де Пальма-дель-Рио, 13-й герцог де Альяга, 15-й герцог дж Ихар, 15-й герцог де Лесера.

1. Супруга — Мария Исабель Каролина Кэмпбелл. Ему наследовал в 1903 году его внук:

- Андрес де Сильва и Фернандес де Кордова (1893—1910), 15-й граф де Пальма-дель-Рио.

- Альфонсо де Сильва и Кэмпбелл (1848—1930), 16-й граф де Пальма-дель-Рио, 14-й герцог де Альяга, 17-й герцог де Ихар, 10-й герцог де Альмасан. В 1930 году ему наследовал его сын:

- Альфонсо де Сильва Фернандес де Кордова (1877—1955), 17-й граф де Пальма-дель-Рио, 18-й герцог де Ихар, 15-й герцог де Альяга. Ему наследовала в 1967 году его внучка:

- Каэтана Фитц-Джеймс Стюарт и Сильва (1926—2014), 18-я графиня де Пальма-дель-Рио, 18-я маркиза де Альменара, 17-я герцогиня де Ихар, 17-я герцогиня де Альяга, 18-я герцогиня де Альба, 11-я герцогиня де Бервик, 11-я герцогиня де Лирия-и-Херика, 14-я герцогиня де Уэскар, 3-я герцогиня де Монторо, 11-я герцогиня де Архона, 14-я графиня-герцогиня де Оливарес, 11-я маркиза де Сан-Висенте-дель-Барко.

1. Супруг — Луис Мартинес де Ирухо и Артаскос
2. Супруг — Хесус Агирре и Ортис де Сапате
3. Супруг — Альфонсо Диес Карабантес. Ему наследовал в 2013 году её второй сын от первого брака:

- Альфонсо Мартинес де Ирухо и Фитц-Джеймс Стюарт (род. 1950), 19-й граф де Пальма-дель-Рио, 19-й маркиз де Альменара, 17-й герцог де Ихар, 18-й герцог де Альяга, 18-й маркиз де Орани, 18-й граф де Аранда, 14-й граф де Рибадео и 17-й граф де Гимера.